# Hillsboro Beach
Hillsboro Beach è un comune degli Stati Uniti d'America situato nella parte settentrionale della Contea di Broward dello Stato della Florida.
Secondo le previsioni del 2011, la città ha una popolazione di 1 875 abitanti su una superficie di 4,20 km².